# SOFIX (Aktienindex)
Der SOFIX (auch bulgarisch: Индекс SOFIX) ist der offizielle Aktienindex der Bulgarischen Wertpapierbörse in Sofia. Der SOFIX ist ein Preisindex, in dem die einzelnen Preise mit der jeweiligen Marktkapitalisierung der einzelnen Unternehmen gewichtet werden. Der Index berücksichtigt die Summe der Marktkapitalisierungen der im Index-Portfolio gelisteten Unternehmen des laufenden sowie des vorangehenden Tages und bildet deren Veränderungen ab. Der am 20. Oktober 2000 initiierte Leitindex SOFIX konnte sich vom Startniveau (100 Punkte) mittlerweile vervielfachen und erreichte im Oktober 2007 ein Allzeithoch bei 1.976,7 Punkten, notiert seitdem jedoch deutlich darunter (vgl. Weblinks unten).
Das Kursbarometer ist als Preisindex konstruiert und beinhaltet die 15 liquidesten Unternehmen der Bulgarischen Wertpapierbörse. Für eine Aufnahme müssen die Gesellschaften diverse Kriterien erfüllen: Neben einer Mindesthandelsdauer von drei Monaten muss die Marktkapitalisierung 50 Millionen Lewa (rund 25 Millionen Euro) erreichen und das Handelsvolumen der letzten 12 Monate über 5 Millionen Lewa liegen. Die Anzahl der Aktionäre sollte zudem nicht unter 500 liegen. Die aus diesen Kriterien resultierende Indexzusammensetzung ist vielfältig und reicht von Öl über Finanzen bis hin zu Hotels und Tourismus.